# Tillberga landskommun
Tillberga landskommun var en tidigare kommun i Västmanlands län.

## Administrativ historik
Kommunen bildades i Tillberga socken i Siende härad i Västmanland när 1862 års kommunalförordningar trädde i kraft.
Vid kommunreformen 1952 bildade den storkommun då förutvarande landskommunerna Hubbo, Sevalla och Tortuna lades samman med Tillberga. 1967 uppgick landskommunen i Västerås stad och området ingår sedan 1971 i Västerås kommun.

### Kyrklig tillhörighet
I kyrkligt hänseende tillhörde kommunen Tillberga församling. Den 1 januari 1952 tillkom församlingarna Hubbo, Sevalla och Tortuna. Sedan 2006 omfattar Tillberga församling samma område som Tillberga landskommun efter 1952.

## Geografi
Tillberga landskommun omfattade den 1 januari 1952 en areal av 134,05 km², varav 133,19 km² land.

### Tätorter i kommunen 1960
| Tätort    | Folkmängd |
| --------- | --------- |
| Tillberga | 1 532     |
| Hökåsen   | 369       |

Tätortsgraden i kommunen var den 1 november 1960 55,9 procent.

## Politik

### Mandatfördelning i valen 1950-1962
| 22 | 9 | 4 |

| 32 |

| 21 | 8 | 4 | 2 |

| 32 |

| 21 | 8 | 3 | 3 |

| 31 |

| 21 | 8 | 4 | 2 |

| 31 |